# 시라오카역
시라오카역(일본어: 白岡駅)은 일본 사이타마현 시라오카시에 있는 동일본 여객철도 도호쿠 본선의 역이다.
우츠노미야선의 철도역

## 타는 곳
| 1 | ■ 우쓰노미야 선    | (하행)             | 오야마 · 우쓰노미야 · 구로이소 방면                                            |
| 2 | ■ 우쓰노미야 선    |                    | (대피선)                                                                       |
| 3 | ■ 우쓰노미야 선    | (상행)             | 오미야 · 우에노 · 도쿄 · 시나가와 · 요코하마 방면 (우에노도쿄라인·도카이도 선) |
| 3 | ■ 쇼난 신주쿠 라인 | (요코스카 선) 직통 | 오미야 · 신주쿠 · 요코하마 · 오후나 방면                                       |

## 이용 현황
| 승차인원추이 | 승차인원추이       |
| 연도         | 1일 평균 승차 인원 |
| ------------ | ------------------ |
| 2000         | 14,792             |
| 2001         | 14,569             |
| 2002         | 14,268             |
| 2003         | 14,153             |
| 2004         | 13,926             |
| 2005         | 13,789             |
| 2006         | 13,712             |
| 2007         | 13,570             |
| 2008         | 13,452             |
| 2009         | 13,138             |
| 2010         | 13,014             |

## 역사
- 1908년 5월 1일 : 시라오카 신호소가 개설되었다.
- 1910년 2월 11일 : 시라오카 신호소가 역으로 격상되어, 시라오카역이 개업하였다.
- 1976년 11월 1일 : 교상 역사화.
- 1987년 4월 1일 : 일본국유철도 분할 민영화에 의해, 동일본 여객철도의 역이 되었다.
- 2006년 11월 18일 : IC 카드 Suica 사용 개시.

## 인접정차역
| 동일본 여객철도 도호쿠 본선 | 동일본 여객철도 도호쿠 본선    | 동일본 여객철도 도호쿠 본선 |
| --------------------------- | ------------------------------ | --------------------------- |
| 하스다 아타미 방면          | ■ 보통 ■ 쇼난 신주쿠 라인 보통 | 신시라오카 구로이소 방면    |